# Протоявански език
Протояванският език е най-старата известна форма на яванския език.
Докато най-старото писмено доказателство за яванския език датира ок. 450 сл. Хр., най-старото протояванско писмо известно като камъкът Sukabumi, намерено 804 година в района Паре, Кедири, Източна Ява, е препис на каменен надпес от близо 120 содини преди това 330 като единственото зопозено копие. Съдържанието на плочата представлява разрешение за бент на канал, намиращ се близо до река Шри Харинжинг (дн. Сринжинг). Тази плоча е последната от вида си написана на Палава; всички следващи плочи са написани с Яванска азбука.

## Развитие
Протояванският не бил статичен и употребата му покрива период от близо 500 години – от камъка Sukabumi до основаването на Маджапахидската империя през 1292. протованският език вече претърпял някои промени и затова е по блиѕък до модерния явански еѕик.

### Астронезийски корени
Най-силно влияние при оформяне протояванския език е било астронезийското наследство в речника, структура на изреченията и граматиката, която поделя с останалите южно азиатски сестрински езици.

### ВлиЯние на Санскрит
Индовидната граматика в яванския език е плод на Влиянието на Санскрит. Няма свидетелство за индийско лингвистично влияние от друг език освен от Санскрит. Това е различно от, например, влиянието на индийската лингвистика на (стария) малайски език.
Санскрит е имал дълбоко и трайно въздействие върху речника на яванския език.

#### Фонология
Въпреки огромното влияние на санскрит върху протоявански, последният е останал австронезийски език
. Въпреки това, санскрит също влияе както на фонологията така и на речника на Протояванския. Последния съдържа [ретрофлексирани съгласни], които биха могли да са получени от санскрит. Това се оспорва от няколко лингвисти, които са на мнение, че е възможно също така, наличието на тези ретрофлексирани съгласни да е независимо развитие в рамките на австронезийското езиково семейство.

#### Речник
Свързан въпрос е и формата, в която санскритски думи са заети в протояванския език. Привлечените санскритски думи в Стария явански са почти без изключения съществителни и прилагателни в най-чистата си форма (санскрит lingga). Списък от думи с 200 основни елемента в речник е наличен в австронезийската Основна лексикална база данни, която показва някои от тези заеми  Архив на оригинала от 2010-05-27 в Wayback Machine.

## Стара яванска литература
Протояванската книжовност може са бъсе разделена на 2 основни подтипа – специфичния за астронезийската литература какавин и проза.